# Latinos
Latinos è il termine con il quale vengono identificati in lingua inglese i latinoamericani, prevalentemente ispanici, provenienti da paesi dell'America Latina e abitanti degli Stati Uniti d'America.

## Definizione
Sebbene i termini vengano spesso utilizzati come sinonimi, in realtà c'è differenza tra "latinoamericano" e "ispanico": il primo indica una persona che proviene da un paese dell'America Latina non necessariamente di lingua spagnola (ad esempio il Brasile), il secondo è colui che proviene da un paese dove si parla lo spagnolo, non necessariamente in Sudamerica (ad esempio la Spagna o il Messico).
Secondo gli ultimi censimenti, i latinos sono circa 23 milioni. Appartengono a tutti i ceti sociali, ma sono identificati tipicamente come i latinos ispanofoni che vivono nei quartieri meno abbienti delle grandi città, e che parlano il più delle volte solo la propria lingua d'origine. Sono considerati alla stregua di un vero gruppo etnico, che oggi è quello con la più netta crescita, secondo le ultime stime. 
A Miami, in Florida, il 45 % della popolazione è costituito da ispanoamericani, contro il 35% di altri euroamericani e il 20% di afroamericani. Anche a Los Angeles i latinos sono a un passo dal costituire la maggioranza etnica.
Nel centro città e nei "ghetti" metropolitani, gli scontri tra bande di latinos e bande di afroamericani sono molto frequenti. A Miami, nel 1988, l'omicidio di un ragazzo afroamericano compiuto da un poliziotto scatenò una rivolta degli afroamericani contro i "bianchi americani" e i latinos. Nel 1992 questi ultimi sono stati protagonisti di scontri etnici a Los Angeles, sfociati in una vera e propria rivolta urbana, con razzie e sciacallaggi compiuti dopo il passaggio dell'uragano Andrew.
Ci sono anche ispanici "bianchi" di origini direttamente spagnole detti comunemente hispanos, prevalentemente negli Stati del Nuovo Messico, Texas, Colorado, Utah, California e Florida.
Nel giugno 2025, sono protagonisti di una rivolta popolare contro la politica migratoria della seconda amministrazione di Trump che di conseguenza nelle città di Compton, Los Angeles e Paramount arrivano delle truppe della California National Guard per sedare le sommosse.